# Пярнпуу, Лейли
Лейли Пярнпуу (эст. Leili Pärnpuu, 30 января 1950, Хаапсалу — 5 февраля 2022) — советская и эстонская шахматистка, многократная чемпионка Эстонии по шахматам. Международный мастер (1990). Мастер спорта СССР (1979).

## Биография
В чемпионатах Эстонии выиграла 5 золотых (1975, 1979, 1980, 1986, 1990), 10 серебряных (1976—1977, 1984, 1991, 1993—1995, 2002, 2004, 2009) и 6 бронзовых медалей (1978, 1988, 1996, 2000—2001, 2008). Три раза представляла сборную Эстонии в командных чемпионатах СССР (1981, 1983, 1985). Девять раз участвовала в составе сборной Эстонии на шахматных олимпиадах (1994, 1996, 1998, 2000, 2002, 2004, 2006, 2008, 2010). Высшее достижение — на женской шахматной олимпиаде 2002 года заняла 2 место на 2 доске (+6 =7 −0). 
По профессии — экономист. В 1990-е годы работала в департаменте полиции и пограничной охраны Эстонской республики.

## Изменения рейтинга
| Графики недоступны из-за технических проблем. См. информацию на Фабрикаторе и на mediawiki.org. |